# Law & Order Criminal Intent: Parigi
Law & Order Criminal Intent: Parigi (Paris, enquêtes criminelles) è una serie televisiva francese, trasmessa su TF1 dal 3 marzo 2007 all'8 novembre 2008, che adatta le trame di alcuni episodi di Law & Order: Criminal Intent.
In Italia la serie è arrivata prima sul canale a pagamento Fox Crime nel 2008-2009 e poi in chiaro, con il titolo Law & Order: Parigi, su Giallo nel 2012.

## Episodi
| Stagione         | Episodi | Prima TV Francia | Prima TV Italia |
| ---------------- | ------- | ---------------- | --------------- |
| Prima stagione   | 8       | 2007             | 2008            |
| Seconda stagione | 6       | 2008             | 2009            |
| Terza stagione   | 6       | 2008             | 2009            |